# Kaple svatého Martina de Porres (Paříž)
Kaple svatého Martina de Porres (fr. Chapelle Saint-Martin de Porrès) je katolická kaple v 17. obvodu v Paříži, na Rue Jacques-Ibert. Kaple je zasvěcená peruánskému světci Martinovi de Porres.

## Historie
Kapli nechal postavit v rámci programu Œuvre des Chantiers du Cardinal pařížský arcibiskup Jean-Marie Lustiger. Kapli vysvětil 21. listopadu 1987 generální vikář a pozdější montpellierský arcibiskup Guy Thomazeau.

## Architektura
Kaple trojúhelníkového půdorysu se nachází v přízemí obytného domu. Zdobí ji křížová cesta od Carolyne Morel. Jednoduchost výzdoby je ukázkou stylu 80. let 20. století, který byl v katolické církvi v módě.